# Chalchihuitán
Chalchihuitán är en kommun i Mexiko.   Den ligger i delstaten Chiapas, i den sydöstra delen av landet, 700 km öster om huvudstaden Mexico City. Arean är 75 kvadratkilometer.
Terrängen i Chalchihuitán är kuperad åt sydost, men åt nordväst är den bergig.
Följande samhällen finns i Chalchihuitán:
- Chiquinshulum
- Jolitontic
- Saclum
- Jolik'Alum
- Chakteal
- Tz'Ak
- Tosho
- Canalumtic
- Lobolaltic
- Patkanteal
- Emiliano Zapata
- N'Amtic
- Pacanam Viejo
- Sisim
- Pom
- Patchentic
- Israel
- Xiximtontic
- Tzacucum
- Cruztón
- Jolsostetic
- Chitik
- Shishimtontic
- Napitz
- Bajyalemjoh